# Helvetiosoma montemorense
Helvetiosoma montemorense är en mångfotingart som först beskrevs av Faes 1905.  Helvetiosoma montemorense ingår i släktet Helvetiosoma och familjen knöldubbelfotingar. Inga underarter finns listade i Catalogue of Life.